# Heterothalamus
Heterothalamus là một chi thực vật có hoa trong họ Cúc (Asteraceae).

## Loài
Chi Heterothalamus gồm các loài: